# Mistrovství světa v šachu žen 1927
První turnaj mistrovství světa v šachu žen proběhl od 18. do 30. července v roce 1927 v Londýně. Turnaj uspořádala FIDE v rámci 1. šachové olympiády. Zúčastnilo se 12 šachistek ze 7 zemí (Rakousko, Anglie, Německo, Norsko, Francie, Československo, Švédsko, Skotsko). Největší favoritkou turnaje byla Věra Menčíková a tuto roli také potvrdila. Dosáhla drtivého vítězství, když z jedenácti partií desetkrát zvítězila a jen jedenkrát remizovala. Stala se tak první mistryní světa v šachu. Na druhém místě se se ztrátou jeden a půl bodu umístila Katarina Beskowová a třetí místo obsadila se sedmi body Paula Wolf-Kalmarová.

## Tabulka
| č. | Šachistka                      | Země           | 1 | 2 | 3 | 4 | 5 | 6 | 7 | 8 | 9 | 10 | 11 | 12 |  | +  | − | = | Body | Pořadí |
| -- | ------------------------------ | -------------- | - | - | - | - | - | - | - | - | - | -- | -- | -- |  | -- | - | - | ---- | ------ |
| 1  | Věra Menčíková                 | Československo |   | 1 | 1 | ½ | 1 | 1 | 1 | 1 | 1 | 1  | 1  | 1  |  | 10 | 0 | 1 | 10½  | 1      |
| 2  | Katarina Beskowová             | Švédsko        | 0 |   | 0 | 1 | 1 | 1 | 1 | 1 | 1 | 1  | 1  | 1  |  | 9  | 2 | 0 | 9    | 2      |
| 3  | Paula Wolf-Kalmarová           | Rakousko       | 0 | 1 |   | 1 | 1 | 1 | 0 | ½ | 1 | ½  | 0  | 1  |  | 6  | 3 | 2 | 7    | 3      |
| 4  | Edith Michellová               | Anglie         | ½ | 0 | 0 |   | ½ | 0 | 1 | 0 | 1 | 1  | 1  | 1  |  | 5  | 4 | 2 | 6    | 4—5    |
| 5  | Edith Hollowayová              | Anglie         | 0 | 0 | 0 | ½ |   | 1 | ½ | 1 | 1 | 1  | ½  | ½  |  | 4  | 3 | 4 | 6    | 4—5    |
| 6  | Edith Charlotte Priceová       | Anglie         | 0 | 0 | 0 | 1 | 0 |   | 1 | 1 | 0 | ½  | 1  | 1  |  | 5  | 5 | 1 | 5½   | 6      |
| 7  | Gisela Harumová                | Rakousko       | 0 | 0 | 1 | 0 | ½ | 0 |   | 0 | 0 | 1  | 1  | 1  |  | 4  | 6 | 1 | 4½   | 7      |
| 8  | Florence Hutchison-Stirlingová | Skotsko        | 0 | 0 | ½ | 1 | 0 | 0 | 1 |   | 1 | 0  | 0  | ½  |  | 3  | 6 | 2 | 4    | 8      |
| 9  | Agnes Stevensonová             | Anglie         | 0 | 0 | 0 | 0 | 0 | 1 | 1 | 0 |   | ½  | 1  | 0  |  | 3  | 7 | 1 | 3½   | 9—11   |
| 10 | S. Synnevaagová                | Norsko         | 0 | 0 | ½ | 0 | 0 | ½ | 0 | 1 | ½ |    | 0  | 1  |  | 2  | 6 | 3 | 3½   | 9—11   |
| 11 | Marie Jeanne Frigardová        | Francie        | 0 | 0 | 1 | 0 | ½ | 0 | 0 | 1 | 0 | 1  |    | 0  |  | 3  | 7 | 1 | 3½   | 9—11   |
| 12 | Martha Daunkeová               | Německo        | 0 | 0 | 0 | 0 | ½ | 0 | 0 | ½ | 1 | 0  | 1  |    |  | 2  | 7 | 2 | 3    | 12     |